# Top Chef (Espanya)
Top Chef és un programa de televisió gastronòmic espanyol que cerca el millor cuiner del país. El format, presentat pel mateix jurat (Alberto Chicote, Susi Díaz i Paco Roncero), està basat en un espai de televisió de cuina dels Estats Units amb el mateix títol. Antena 3 n'és l'encarregada de la producció, en col·laboració amb la productora Boomerang TV. La primera temporada s'estrenà a la mateixa Antena 3 el 2 d'octubre de 2013.

## Història
El gener de 2013, la companyia Atresmedia va confirmar que havia adquirit els drets de l'adaptació de Top Chef, un reality produït per Boomerang TV. Anteriorment, Mediaset havia descartat el format, que havia de ser emès a Cuatro.
Després d'anar-se coneixent els detalls, el programa fou pensat per ser emès a La Sexta, ja que comptava amb l'experiència d'exits com Pesadilla en la cocina. No obstant, a causa de l'èxit del programa Masterchef a La 1, Atresmedia va decidir emetre el programa a Antena 3.
Top Chef es va estrenar el 2 d'octubre de 2013 a Antena 3. A més, va arribar de la mà d'un debat en horari nocturn anomenat El almacén de Top Chef, presentat per Paula Vázquez. Aquest debat compta amb la participació del jurat i dels concursants expulsats, que analitzen els millors moments de cada episodi.
En la primera edició, el jurat de la final va estar format per set dels cuiners més reputats d'Espanya, la major part d'ells guardonats amb tres estrelles Michelin als seus restaurants: Pedro Subijana, Martín Berasategui, Joan Roca, Quique Dacosta, Eneko Atxa, Juan Mari Arzak i Karlos Arguiñano.
En la segona edició, a la final hi participaren com a jurat set cuiners guanyadors del Premi Nacional de Gastronomia: Martín Berasategui, Pedro Larumbe, Andoni Luis Adúriz, Carles Gaig, Toño Pérez, Francis Paniego i Ángel León.

## Format i estructura

### Top Chef (Gal·les)
Top Top Chef busca al millor cuiner d'Espanya, que s'endurà el premi en metàl·lic i l'obertura d'un nou restaurant. Per aconseguir aquesta fita, els concursants s'han d'enfrontar en diverses proves:
- La prueba de fuego: Una prova ràpida en què els concursants han de demostrar les seves habilitats contra rellotge. En joc, la immunitat o privilegis per a la següent prova.
- La prueba en grupo: Els concursants treballen en equip o en parella en ambients exteriors, on cuinen per un públic o col·lectiu que té el paper de decidir l'equip guanyador o perdedor. Els perdedors passen a la tercera fase.
- La última oportunidad: És la prova on es decideix quin concursant és eliminat. Són jutjats pel jurat del programa. A vegades es realitza una cata a cegues, és a dir, escollir el plat guanyador sense saber qui l'ha realitzat. En aquests casos, es val d'un convidat per supervisar als participants mentres realitzen la prova.

### El almacén de Top Chef (2013)
El almacén de Top Chef fou un format de debat posterior a les gales del programa culinari. En aquest espai, presentat per Paula Vázquez, hi participaren els concursants expulsats del programa, així com personatges populars que tinguessin algun tipus de relació amb la cuina. En el transcurs de l'emissió de El Almacén, es van desenvolupar un seguit de reptes a manera de concurs paral·lel a l'emissió de Top Chef.
D'añtra banda, les xarxes socials també tenen importància en el programa, recordant-se els moments de més tensió i interactuant amb els internautes en directe.

### Los secretos de Top Chef (2014-)
Los secretos de Top Chef és un docushow emès després de cada gala a partir de la segona edició del programa. Allí es mostra material inèdit no emès durant l'emissió del programa en prime time.

## Primera edició (2013)
El programa es va emetre entre el 2 d'octubre i el 18 de desembre de 2013.

### Jurat
| Jurat           | Professió |
| --------------- | --------- |
| Alberto Chicote | Xef       |
| Ángel León      | Xef       |
| Susi Díaz       | Xef       |

### Concursants
| Concursants        | Concursants          | Lloc de procedència | Duració                    | Informació |
| ------------------ | -------------------- | ------------------- | -------------------------- | ---------- |
|                    | Begoña Rodrigo       | València            | 77 dies                    | Guanyadora |
| Antonio Arrabal    | Saragossa            | 77 dies             | 2n Classificat             |            |
| Miguel Cobo        | Cantàbria            | 77 dies             | 3r Classificat             |            |
| Jesús Almagro      | Madrid               | 28 dies / 14 dies   | 4t Expulsat / 9è Expulsat  |            |
| Javier Estévez     | Madrid               | 63 dies             | 8è Expulsat                |            |
| Bárbara Amorós     | València             | 49 dies             | 7a Expulsada               |            |
| Antonio Canales    | Madrid               | 42 dies             | 6è Expulsat                |            |
| Elisabeth Julianne | Menorca              | 35 dies             | 5a Expulsat                |            |
| Borja Letamendia   | Sant Sebastià        | 21 dies             | 3r Expulsat                |            |
| Hung Fai           | Hong Kong            | 14 dies             | 2n Expulsat                |            |
| Iván Hernández     | Àvila                | 7 dies              | 1r Expulsat                |            |
| Erika Domínguez    | La Corunya           | 1 dia               | Eliminats al càsting final |            |
| Eduardo Sánchez    | Madrid               | 1 dia               | Eliminats al càsting final |            |
| Enrique Lozano     | Sevilla              | 1 dia               | Eliminats al càsting final |            |
| Vicente Cubertorer | Castelló de la Plana | 1 dia               | Eliminats al càsting final |            |

### Estadístiques setmanals
|            | Gala 1    | Gala 2   | Gala 3   | Gala 4   | Gala 5   | Gala 6    | Gala 7   | Gala 8    | Gala 9  | Gala 10  | Semifinal | Final      |  |
| ---------- | --------- | -------- | -------- | -------- | -------- | --------- | -------- | --------- | ------- | -------- | --------- | ---------- |  |
| Begoña     | Entra     | Salvada  | Nominada | Nominada | Salvada  | Nominada  | Salvada  | Salvada   | Jurat   | Nominada | Nominada  | Guanyadora |  |
| Antonio A. | Entra     | Nominat  | Salvat   | Salvat   | Salvat   | Nominat   | Nominat  | Salvat    | Jurat   | Nominat  | Salvat    | Segon      |  |
| Miguel     | Entra     | Nominat  | Nominat  | Nominat  | Nominat  | Inmune    | Salvat   | Salvat    | Jurat   | Nominat  | Salvat    | Tercer     |  |
| Jesús      | Entra     | Nominat  | Salvat   | Salvat   | Expulsat |           |          |           | Repesca | Salvat   | Expulsat  |            |  |
| Javier     | Entra     | Salvat   | Salvat   | Inmune   | Salvat   | Salvat    | Nominat  | Nominat   | Jurat   | Expulsat |           |            |  |
| Bárbara    | Entra     | Nominada | Salvada  | Nominada | Nominada | Salvada   | Salvada  | Expulsada |         |          |           |            |  |
| Antonio C. | Entra     | Salvat   | Inmune   | Salvat   | Nominat  | Salvat    | Expulsat |           |         |          |           |            |  |
| Elisabeth  | Entra     | Salvada  | Nominada | Salvada  | Salvada  | Expulsada |          |           |         |          |           |            |  |
| Borja      | Entra     | Salvat   | Nominat  | Expulsat |          |           |          |           |         |          |           |            |  |
| Hung Fai   | Entra     | Inmune   | Expulsat |          |          |           |          |           |         |          |           |            |  |
| Iván       | Entra     | Expulsat |          |          |          |           |          |           |         |          |           |            |  |
| Eduardo    | Eliminat  |          |          |          |          |           |          |           |         |          |           |            |  |
| Enrique    | Eliminat  |          |          |          |          |           |          |           |         |          |           |            |  |
| Erika      | Eliminada |          |          |          |          |           |          |           |         |          |           |            |  |
| Vicente    | Eliminat  |          |          |          |          |           |          |           |         |          |           |            |  |

### Audiències
| Data       | Característiques del programa                         | Audiència         | Ref.   |
| ---------- | ----------------------------------------------------- | ----------------- | ------ |
| 02/10/2013 | Gala 1 / Expulsió d'Eduardo, Enrique, Erika i Vicente | 3 030 000 (17,7%) | [ 11 ] |
| 02/10/2013 | Debat 1                                               | 604 000 (9,8%)    | [ 12 ] |
| 09/10/2013 | Gala 2 / Expulsió d'Iván                              | 2 480 000 (15,7%) | [ 13 ] |
| 09/10/2013 | Debat 2                                               | 613 000 (10,3%)   | [ 14 ] |
| 16/10/2013 | Gala 3 / Expulsió de Hung Fai                         | 2 343 000 (13,7%) | [ 15 ] |
| 16/10/2013 | Debat 3                                               | 680 000 (9,9%)    | [ 16 ] |
| 23/10/2013 | Gala 4 / Expulsió de Borja                            | 2 273 000 (13,7%) | [ 17 ] |
| 23/10/2013 | Debat 4                                               | 537 000 (8,5%)    | [ 18 ] |
| 30/10/2013 | Gala 5 / Expulsió de Jesús                            | 2 303 000 (14,5%) | [ 19 ] |
| 30/10/2013 | Debat 5                                               | 513 000 (9,3%)    | [ 20 ] |
| 06/11/2013 | Gala 6 / Expulsió d'Elisabeth                         | 2 597 000 (15,8%) | [ 21 ] |
| 06/11/2013 | Debat 6                                               | 688 000 (11,1%)   | [ 22 ] |
| 13/11/2013 | Gala 7 / Expulsió d'Antonio Canales                   | 2 573 000 (14,7%) | [ 23 ] |
| 13/11/2013 | Debat 7                                               | 651 000 (10,7%)   | [ 24 ] |
| 20/11/2013 | Gala 8 / Expulsió de Bárbara                          | 3 367 000 (21,0%) | [ 25 ] |
| 20/11/2013 | Debat 8                                               | 772 000 (16,1%)   | [ 26 ] |
| 27/11/2013 | Gala 9 / Repesca de Jesús                             | 3 402 000 (19,9%) | [ 27 ] |
| 27/11/2013 | Debat 9                                               | 638 000 (9,9%)    | [ 28 ] |
| 04/12/2013 | Gala 10 / Expulsió de Javier                          | 3 265 000 (20,1%) | [ 29 ] |
| 04/12/2013 | Debat 10                                              | 685 000 (11,0%)   | [ 30 ] |
| 11/12/2013 | Gala 11 / Semifinal / Expulsió de Jesús               | 3 587 000 (22,1%) | [ 31 ] |
| 11/12/2013 | Debat 11 / Repte de 'El Almacén' / Guanyador Jesús    | 597 000 (10,2%)   | [ 32 ] |
| 18/12/2013 | Gala 12 / Final / Guanyadora Begoña Rodrigo           | 3 805 000 (23,9%) | [ 33 ] |
| 18/12/2013 | Debat Final                                           | 698 000 (12,2%)   | [ 34 ] |

  Rècord històric d'audiència.
  Líder en franja horària.

## Segona edició (2014)
El programa es va emetre entre el 8 de setembre i el 17 de desembre de 2014.

### Jurat
| Jurat           | Professió |
| --------------- | --------- |
| Alberto Chicote | Xef       |
| Susi Díaz       | Xef       |
| Yayo Daporta    | Xef       |

### Concursants
| Concursants              | Concursants          | Lloc de procedència  | Duració                                         | Informació |
| ------------------------ | -------------------- | -------------------- | ----------------------------------------------- | ---------- |
|                          | David Garcia         | el Palà de Torroella | 98 dies                                         | Guanyador  |
| Marc Joli                | Figueres             | 98 dies              | 2n Classificat                                  |            |
| Fran Vicente             | Salamanca            | 49 dies/ 21 dies     | 7è Expulsat/ 3er Classificat                    |            |
| Víctor Rodrigo           | Castelló de la Plana | 84 dies              | 11è Expulsat                                    |            |
| Javier García "Peña"     | Valladolid           | 77 dies              | 10è Expulsat                                    |            |
| Carlos Medina            | València             | 63 dies              | 9è Expulsat                                     |            |
| Inés Abril               | Vigo                 | 56 dies              | 8a Expulsada                                    |            |
| Marta Roselló            | Palma                | 42 dies              | 6a Expulsada                                    |            |
| Honorato Espinar         | Palma                | 1 dia / 28 dies      | Eliminat càsting final / Repescat / 5è Expulsat |            |
| Rebeca Hernández         | Madrid               | 28 dies              | 4a Expulsada                                    |            |
| Teresa Gutiérrez         | Albacete             | 21 dies              | 3a Expulsada                                    |            |
| Pablo González           | Sevilla              | 14 dies              | 2n Expulsat                                     |            |
| Joaquín Espejo           | Las Palmas           | 7 dies               | 1er Expulsat                                    |            |
| Pedro Jerez              | Cantàbria            | 1 dia                | Eliminats al càsting final                      |            |
| Francisco Jerez          | Cantàbria            | 1 dia                | Eliminats al càsting final                      |            |
| Irina Concepción Herrera | Perú                 | 1 dia                | Eliminats al càsting final                      |            |

### Estadístiques setmanals
|           | Gala 1    | Gala 2   | Gala 3   | Gala 4    | Gala 5    | Gala 6   | Gala 7    | Gala 8   | Gala 9    | Gala 10  | Gala 11 | Gala 12  | Gala 13  | Semifinal | Final     |
| --------- | --------- | -------- | -------- | --------- | --------- | -------- | --------- | -------- | --------- | -------- | ------- | -------- | -------- | --------- | --------- |
| David     | Entra     | Salvat   | Inmune   | Nominat   | Salvat    | Nominat  | Nominat   | Inmune   | Nominat   | Nominat  | Jurado  | Salvat   | Salvat   | Salvat    | Guanyador |
| Marc      | Entra     | Salvat   | Nominat  | Nominat   | Nominat   | Nominat  | Nominat   | Salvat   | Salvat    | Inmune   | Jurat   | Nominat  | Nominat  | Nominat   | Segon     |
| Fran      | Entra     | Inmune   | Salvat   | Nominat   | Salvat    | Inmune   | Salvat    | Expulsat |           |          | Repesca | Inmune   | Nominat  | Tercer    |           |
| Víctor    | Entra     | Nominat  | Salvat   | Nominat   | Nominat   | Salvat   | Salvat    | Salvat   | Inmune    | Salvat   | Jurat   | Salvat   | Expulsat |           |           |
| Peña      | Entra     | Salvat   | Nominat  | Salvat    | Salvat    | Salvat   | Inmune    | Salvat   | Salvat    | Nominat  | Jurat   | Expulsat |          |           |           |
| Carlos    | Entra     | Nominat  | Nominat  | Inmune    | Nominat   | Salvat   | Salvat    | Salvat   | Nominat   | Expulsat |         |          |          |           |           |
| Inés      | Entra     | Salvada  | Salvada  | Salvada   | Salvada   | Nominada | Salvada   | Nominada | Expulsada |          |         |          |          |           |           |
| Marta     | Entra     | Salvada  | Salvada  | Salvada   | Salvada   | Salvada  | Expulsada |          |           |          |         |          |          |           |           |
| Honorato  | Eliminat  | Repesca  | Salvat   | Salvat    | Nominat   | Expulsat |           |          |           |          |         |          |          |           |           |
| Rebeca    | Entra     | Salvada  | Salvada  | Salvada   | Expulsada |          |           |          |           |          |         |          |          |           |           |
| Teresa    | Entra     | Nominada | Salvada  | Expulsada |           |          |           |          |           |          |         |          |          |           |           |
| Pablo     | Entra     | Salvat   | Expulsat |           |           |          |           |          |           |          |         |          |          |           |           |
| Joaquín   | Entra     | Expulsat |          |           |           |          |           |          |           |          |         |          |          |           |           |
| Pedro     | Eliminat  |          |          |           |           |          |           |          |           |          |         |          |          |           |           |
| Francisco | Eliminat  |          |          |           |           |          |           |          |           |          |         |          |          |           |           |
| Irina     | Eliminada |          |          |           |           |          |           |          |           |          |         |          |          |           |           |

### Audiències
| Fecha      | Características del programa                           | Audiencia         | Ref.   |
| ---------- | ------------------------------------------------------ | ----------------- | ------ |
| 08/09/2014 | Gala 1 / Expulsió d'Irina, Honorato, Francisco i Pedro | 2 372 000 (15,5%) | [ 36 ] |
| 15/09/2014 | Gala 2 / Repesca d'Honorato / Expulsió de Joaquín      | 2 323 000 (15,9%) | [ 37 ] |
| 22/09/2014 | Gala 3 / Expulsión de Pablo                            | 2 545 000 (16,2%) | [ 38 ] |
| 29/09/2014 | Gala 4 / Expulsió de Teresa                            | 2 393 000 (15,3%) | [ 39 ] |
| 06/10/2014 | Gala 5 / Expulsió de Rebeca                            | 2 415 000 (15,0%) | [ 40 ] |
| 13/10/2014 | Gala 6 / Expulsió d'Honorato                           | 2 239 000 (13,0%) | [ 41 ] |
| 20/10/2014 | Gala 7 / Expulsió de Marta                             | 2 424 000 (14,6%) | [ 42 ] |
| 27/10/2014 | Gala 8 / Expulsión de Fran                             | 2 191 000 (14,4%) | [ 43 ] |
| 03/11/2014 | Gala 9 / Expulsió d'Inés                               | 2 472 000 (15,0%) | [ 44 ] |
| 12/11/2014 | Gala 10 / Expulsió de Carlos                           | 2 671 000 (17,3%) | [ 45 ] |
| 19/11/2014 | Gala 11 / Repesca de Fran                              | 2 722 000 (16,9%) | [ 46 ] |
| 26/11/2014 | Gala 12 / Expulsió de Peña                             | 2 793 000 (17,7%) | [ 47 ] |
| 03/12/2014 | Gala 13 / Expulsió de Víctor                           | 2 544 000 (16,1%) | [ 48 ] |
| 10/12/2014 | Gala 14 / Semifinal / Expulsió de Fran                 | 2 758 000 (17,5%) | [ 49 ] |
| 17/12/2014 | Gala 15 / Final / Guanyador David Garcia               | 3 304 000 (21,3%) |        |

  Líder en franja horària.
  Mínim històric d'audiència.

## Tercera edició (2015)
El programa es va emetre entre el 9 de setembre i el 16 de desembre de 2015.

### Jurat
| Jurat           | Professió |
| --------------- | --------- |
| Alberto Chicote | Xef       |
| Susi Díaz       | Xef       |
| Paco Roncero    | Xef       |

### Concursants
| Concursant        | Concursant              | Lloc d'origen | Duració                    | Informació |
| ----------------- | ----------------------- | ------------- | -------------------------- | ---------- |
|                   | Marcel Ress             | - Palma       | 98 dies                    | Guanyador  |
| Alejandro Platero | València                | 98 dies       | 2on classificat            |            |
| Mari Paz Marlo    | Conca                   | 91 dies       | 3ra classificada           |            |
| Sergio Bastard    | Cantàbria               | 84 dies       | 10è Expulsat               |            |
| Oriol Lomas       | Barcelona               | 70 dies       | 9è Expulsat                |            |
| Luca Rodi         | - Madrid                | 56 dies       | 8è Expulsat                |            |
| Montse Estruch    | Manresa                 | 49 dies       | 7a Expulsada               |            |
| Álex Clavijo      | - Sant Cugat del Vallès | 42 dies       | 6è Expulsat                |            |
| Carlos Caballero  | Màlaga                  | 35 dies       | 5è Expulsat                |            |
| Maria Espín       | Barcelona               | 28 dies       | 4ª Expulsada               |            |
| Julio Velandrino  | Múrcia                  | 21 dies       | 3er Expulsat               |            |
| Carlota Bonder    | Eivissa                 | 14 dies       | 2ª Expulsada               |            |
| Jesús Vega        | Madrid                  | 7 dies        | 1er Expulsat               |            |
| Iván Serrano      | Toledo                  | 1 dia         | Eliminats al càsting final |            |
| Borja Aldea       | Segòvia                 | 1 dia         | Eliminats al càsting final |            |
| Vanessa Merino    | Girona                  | 1 dia         | Eliminats al càsting final |            |

### Estadístiques setmanals
| Marcel     | Entra     | Nominat  | Salvat    | Nominat  | Nominat   | Salvat   | Inmune   | Nominat   | Salvat   | Indultat | Salvat   | Perdedor     | Salvat       | Salvat    | Guanyador |  |  |  |  |  |  |  |  |  |
| Alejandro  | Entra     | Salvat   | Nominat   | Salvat   | Salvat    | Nominat  | Salvat   | Salvat    | Inmune   | Salvat   | Nominat  | Competeix    | Nominat      | Nominat   | Segon     |  |  |  |  |  |  |  |  |  |
| Mari Paz   | Entra     | Salvada  | Salvada   | Salvada  | Salvada   | Nominada | Salvada  | Nominada  | Salvada  | Nominada | Salvada  | Classificada | Classificada | Expulsada |           |  |  |  |  |  |  |  |  |  |
| Sergio     | Entra     | Nominat  | Nominat   | Salvat   | Salvat    | Nominat  | Nominat  | Salvat    | Nominat  | Nominat  | Inmune   | Competeix    | Expulsat     |           |           |  |  |  |  |  |  |  |  |  |
| Oriol      | Entra     | Salvat   | Nominat   | Salvat   | Nominat   | Salvat   | Salvat   | Inmune    | Nominat  | Nominat  | Expulsat |              |              |           |           |  |  |  |  |  |  |  |  |  |
| Luca       | Entra     | Salvat   | Salvat    | Salvat   | Salvat    | Inmune   | Salvat   | Salvat    | Expulsat |          |          |              |              |           |           |  |  |  |  |  |  |  |  |  |
| Montse     | Entra     | Inmune   | Salvada   | Nominada | Nominada  | Salvada  | Nominada | Expulsada |          |          |          |              |              |           |           |  |  |  |  |  |  |  |  |  |
| Álex       | Entra     | Salvat   | Salvat    | Salvat   | Nominat   | Salvat   | Expulsat |           |          |          |          |              |              |           |           |  |  |  |  |  |  |  |  |  |
| Carlos     | Entra     | Salvat   | Salvat    | Salvat   | Salvat    | Expulsat |          |           |          |          |          |              |              |           |           |  |  |  |  |  |  |  |  |  |
| Maria      | Entra     | Nominada | Salvada   | Inmune   | Expulsada |          |          |           |          |          |          |              |              |           |           |  |  |  |  |  |  |  |  |  |
| Velandrino | Entra     | Salvat   | Salvat    | Expulsat |           |          |          |           |          |          |          |              |              |           |           |  |  |  |  |  |  |  |  |  |
| Carlota    | Entra     | Salvada  | Expulsada |          |           |          |          |           |          |          |          |              |              |           |           |  |  |  |  |  |  |  |  |  |
| Jesús      | Entra     | Expulsat |           |          |           |          |          |           |          |          |          |              |              |           |           |  |  |  |  |  |  |  |  |  |
| Iván       | Eliminat  |          |           |          |           |          |          |           |          |          |          |              |              |           |           |  |  |  |  |  |  |  |  |  |
| Borja      | Eliminat  |          |           |          |           |          |          |           |          |          |          |              |              |           |           |  |  |  |  |  |  |  |  |  |
| Vanessa    | Eliminada |          |           |          |           |          |          |           |          |          |          |              |              |           |           |  |  |  |  |  |  |  |  |  |

### Audiències
| Data       | Característiques del programa              | Audiència         | Ref.   |
| ---------- | ------------------------------------------ | ----------------- | ------ |
| 09/09/2015 | Gala 1 / Expulsió d'Iván, Borja i Vanesa   | 2 311 000 (15,9%) | [ 51 ] |
| 16/09/2015 | Gala 2 / Expulsió de Jesús                 | 2 127 000 (14,8%) | [ 52 ] |
| 23/09/2015 | Gala 3 / Expulsió de Carlota               | 2 081 000 (14,6%) | [ 53 ] |
| 30/09/2014 | Gala 4 / Expulsió de Velandrino            | 1 996 000 (13,4%) | [ 54 ] |
| 07/10/2015 | Gala 5 / Expulsió de María                 | 2 291 000 (15,3%) | [ 55 ] |
| 14/10/2015 | Gala 6 / Expulsió de Carlos                | 2 326 000 (15,3%) | [ 56 ] |
| 21/10/2015 | Gala 7 / Expulsió d'Álex                   | 1 967 000 (12,5%) | [ 57 ] |
| 28/10/2015 | Gala 8 / Expulsió de Montse                | 2 017 000 (13,6%) | [ 58 ] |
| 04/11/2015 | Gala 9 / Expulsió de Luca                  | 2 373 000 (15,1%) | [ 59 ] |
| 11/11/2015 | Gala 10 / Indult de Marcel                 | 1 556 000 (9,6%)  | [ 60 ] |
| 18/11/2015 | Gala 11 / Expulsió d'Oriol                 | 2 248 000 (14,1%) | [ 61 ] |
| 25/11/2015 | Gala 12 / Semifinalista Mari Paz           | 1 984 000 (14,1%) | [ 62 ] |
| 02/12/2015 | Gala 13 / Expulsió de Sergio               | 2 036 000 (13,1%) | [ 63 ] |
| 09/12/2015 | Gala 14 / Semifinal / Expulsió de Mari Paz | 2 399 000 (15,5%) | [ 64 ] |
| 16/12/2015 | Gala 15 / Final / Guanyador Marcel Ress    | 2 283 000 (14,9%) | [ 65 ] |

  Líder en franja horària.
  Mínim històric d'audiència.

## Quarta edició (2016)

### Jurat
| Jurat           | Professió |
| --------------- | --------- |
| Alberto Chicote | Xef       |
| Susi Díaz       | Xef       |
| Paco Roncero    | Xef       |

### Concursants
| Concursant          | Concursant       | Lloc d'origen     | Duració                      | Informació |
| ------------------- | ---------------- | ----------------- | ---------------------------- | ---------- |
|                     | Rakel Cernicharo | València          | 84 dies                      | Guanyadora |
| Víctor Gutiérrez    | Salamanca        | 84 dies           | 2on classificat              |            |
| Pablo Montoro       | Alacant          | 77 dies           | 3ra classificada             |            |
| Melissa Herrera     | Granada          | 28 dies / 28 dies | 4a expulsada / 10a expulsada |            |
| Richard Alcayde     | Màlaga           | 63 dies           | 9è expulsat                  |            |
| David Marcano       | Madrid           | 56 dies           | 8è expulsat                  |            |
| Federico Filippetti | Girona           | 49 dies           | 7a expulsat                  |            |
| Manuel Núñez        | la Corunya       | 42 dies           | 6è expulsat                  |            |
| Mª Rosa García      | Lleó             | 35 dies           | 5a expulsada                 |            |
| Julio Miralles      | Madrid           | 21 dies           | 3er expulsat                 |            |
| Tomás López         | Alacant          | 14 dies           | 2on expulsat                 |            |
| Eva de Gil          | Barcelona        | 7 dies            | 1a expulsada                 |            |
| átima Pérez         | Valladolid       | 1 dia             | Eliminats al càsting final   |            |
| Xavier Viamonte     | Barcelona        | 1 dia             | Eliminats al càsting final   |            |

## Palmarès«Top Chef Espanya»
| Edició         | Data | Guanyador        | Subcampió         | Tercer         |
| -------------- | ---- | ---------------- | ----------------- | -------------- |
| Primera edició | 2013 | Begoña Rodrigo   | Antonio Arrabal   | Miguel Cobo    |
| Segona edició  | 2014 | David Garcia     | Marc Joli         | Fran Vicente   |
| Tercera Edició | 2015 | - Marcel Ress    | Alejandro Platero | Mari Paz Marlo |
| Quarta Edició  | 2017 | Rakel Cernicharo | Víctor Gutiérrez  | Pablo Montoro  |

## Audiència mitjana de totes les edicions
| Edició         | Data | Cadena   | Espectadors | Quota | Última Gala       |
| -------------- | ---- | -------- | ----------- | ----- | ----------------- |
| Primera edició | 2013 | Antena 3 | 2 937 000   | 17,8% | 3.805.000 (23,8%) |
| Segona edició  | 2014 | Antena 3 | 2 544 000   | 16,1% | 3 304 000 (21,3%) |
| Tercera edició | 2015 | Antena 3 |             |       |                   |